# Valenza
Valenza és un municipi italià, situat a la regió de Piemont i a la província d'Alessandria. L'any 2005 tenia 20.471 habitants.

## Galeria

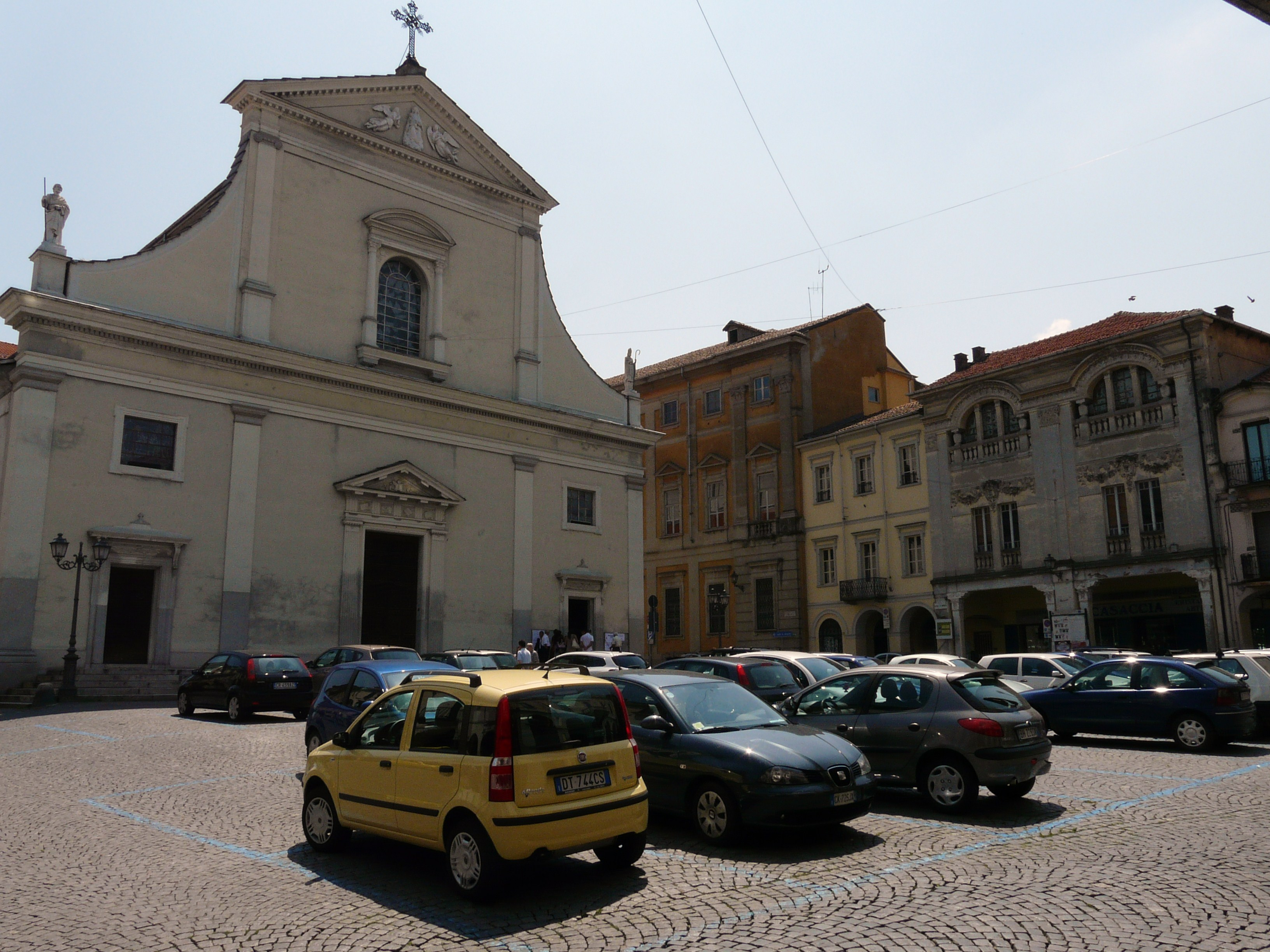
Plaça del duomo
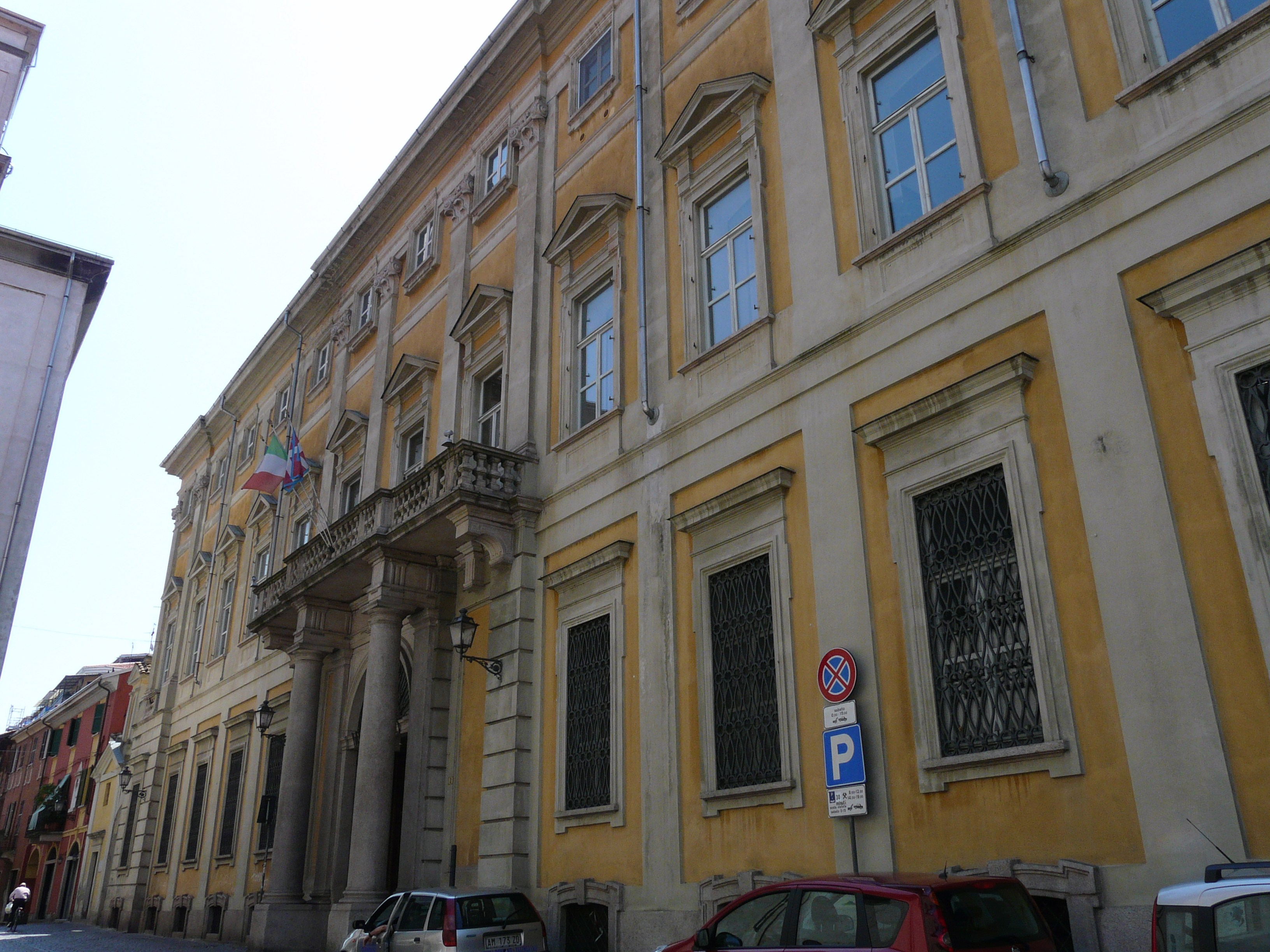
Palau Pelizzari
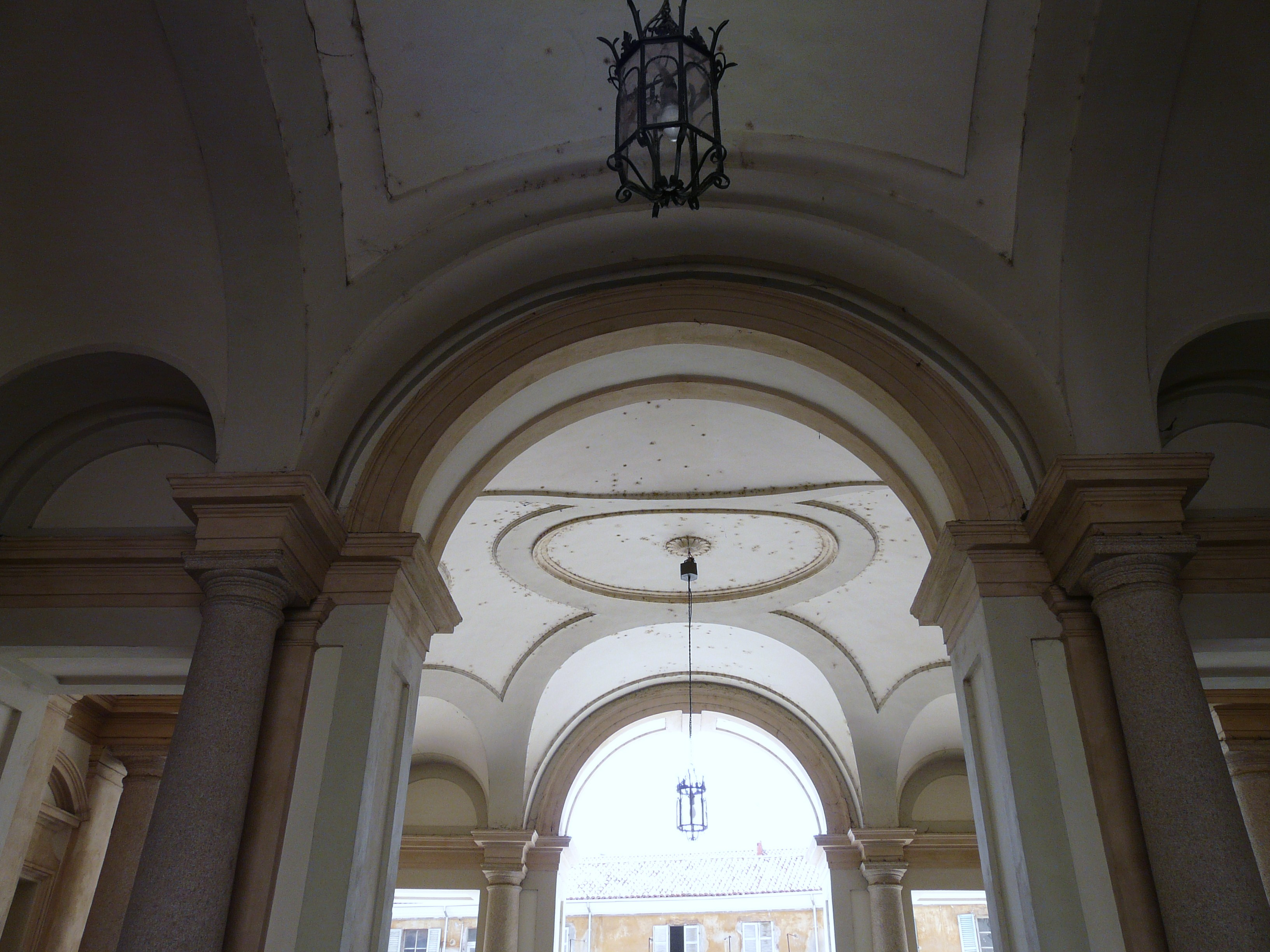
Interior del palau Pelizzari
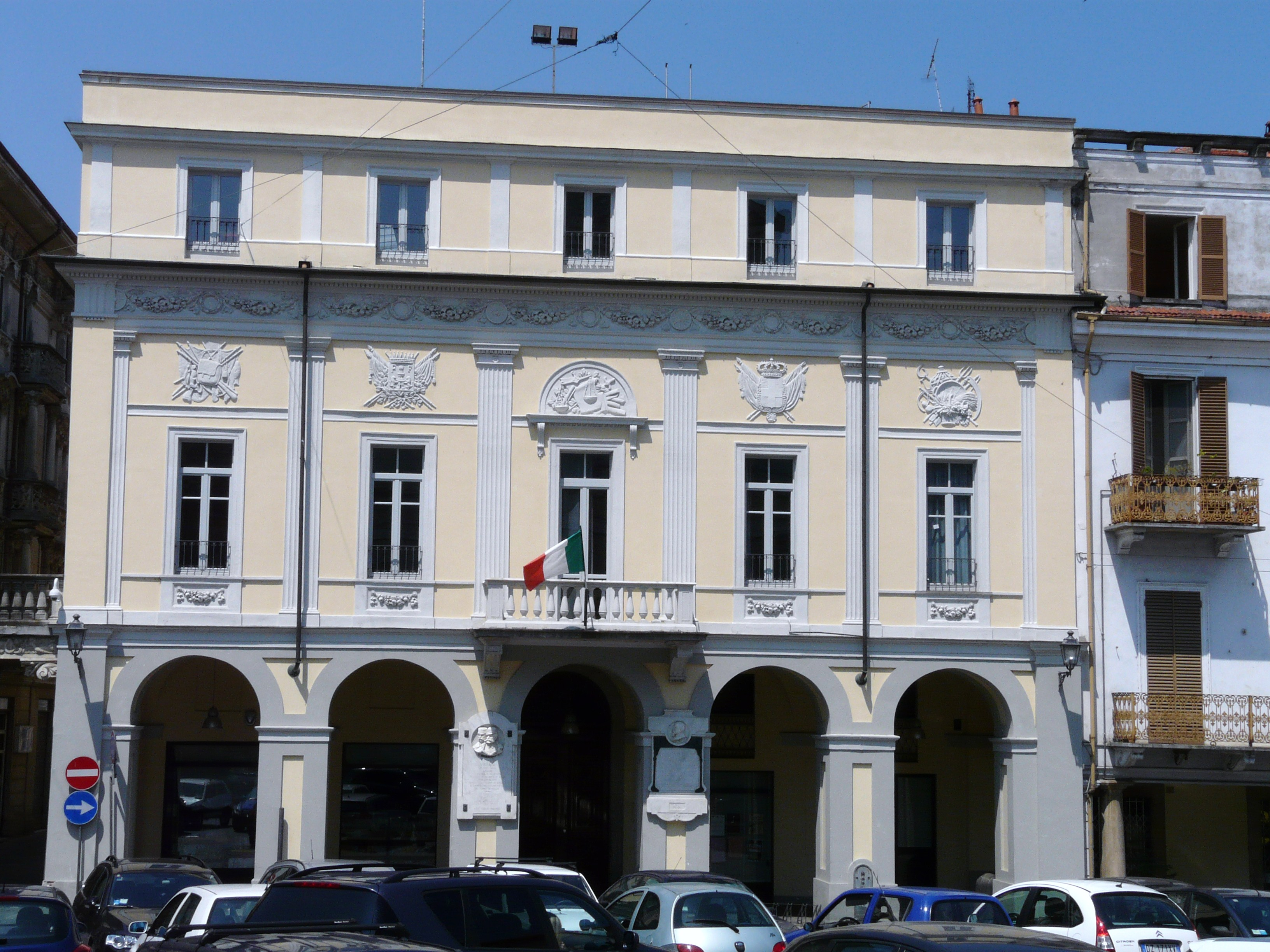
Palau Valentino
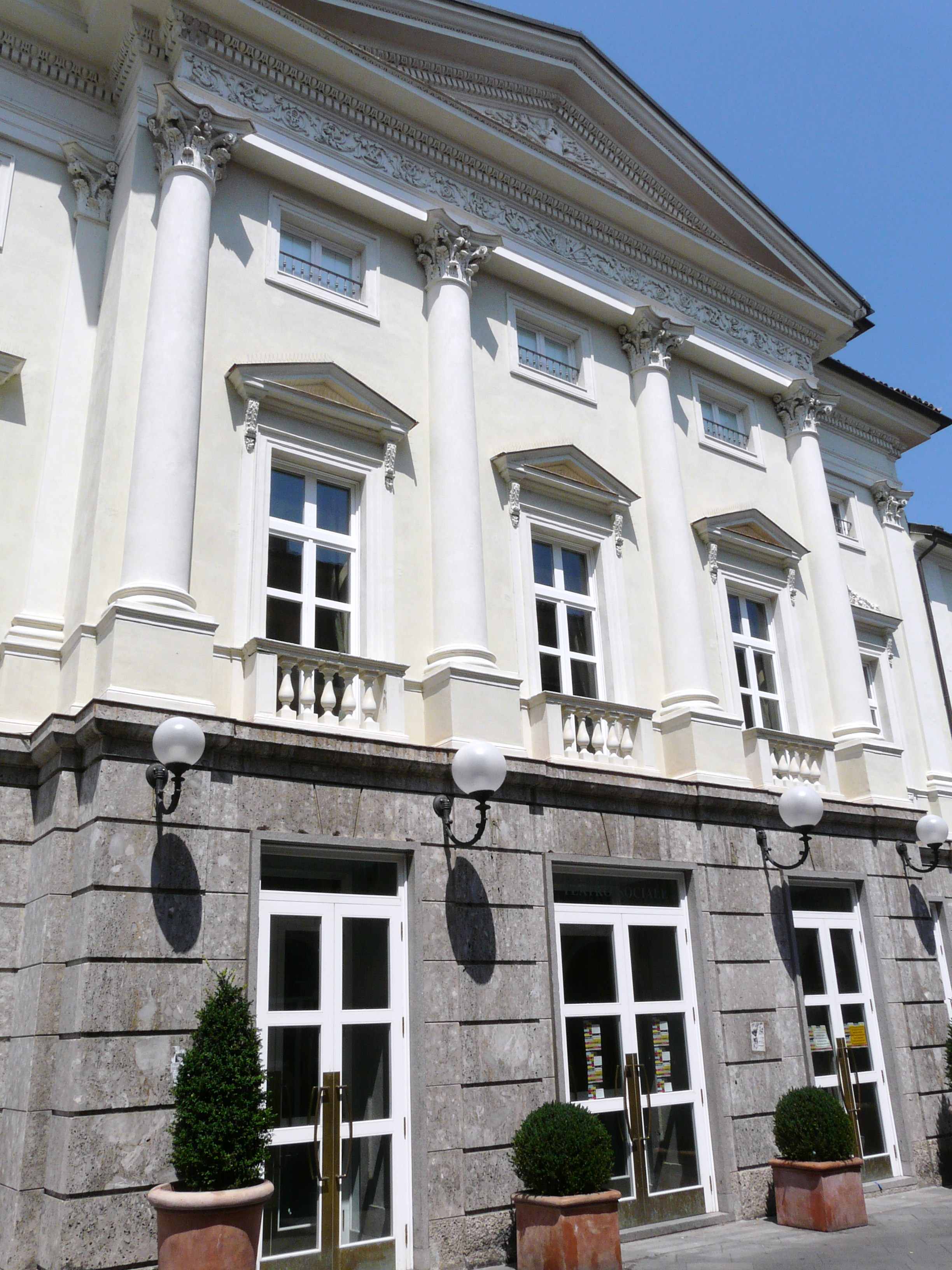
Teatre